# Anton de Verdier
Anton Frithiof de Verdier, född 14 augusti 1878 i Annerstad, Kronobergs län, död 21 april 1954 i Köpenhamn, var en svensk skådespelare.
de Verdier var huvudsakligen verksam i Danmark. Han fimdebuterade 1923 i John W. Brunius Johan Ulfstjerna, och han kom att medverka i fem svenska samt sex danska filmproduktioner. Han var 1909–1918 gift med skådespelaren Anna Norrie.

## Filmografi (urval)
- 1917 – Ångest som dödar
- 1923 – Johan Ulfstjerna
- 1924 – Carl XII:s kurir
- 1924 – Gösta Berlings saga
- 1931 – Hotell Paradisets hemlighet

## Teater

### Roller (ej komplett)
| År   | Roll              | Produktion                                      | Regi            | Teater                |
| ---- | ----------------- | ----------------------------------------------- | --------------- | --------------------- |
| 1907 | Lycko-Per         | Lycko-Pers resa August Strindberg               | Justus Hagman   | Östermalmsteatern     |
| 1910 | Lilis far         | Lili Hervé, Alfred Hennequin och Albert Millaud |                 | Anna Norries sällskap |
| 1911 | Filippo, lärjunge | Renässans Holger Drachmann                      | Knut Michaelson | Intima teatern        |
| 1912 |                   | Aftonstjärnan Hjalmar Söderberg                 |                 | Intima teatern        |